# Rue des Tanneurs (Metz)
Pour les articles homonymes, voir Rue des Tanneurs.
La rue des Tanneurs est une rue du centre-ville de Metz en Moselle, en France.

## Situation et accès
La rue des Tanneurs est longue d'environ 300 mètres, et permet de relier le boulevard André-Maginot aux rues En Fournirue, Haute-Seille et place des Paraiges.

## Origine du nom
L'origine de son nom vient des tanneurs de peaux qui y étaient autrefois installés, et utilisaient l'eau d'un bras de la Seille qui y passait.

## Historique
La Seille a été comblée en 1904, et la rue s'est appelée Fossé des Tanneurs. L'activité de tannerie était florissante, il y a eu jusqu'à 60 tanneurs en 1754[réf. nécessaire].
En avril 1948 à la suite d'un glissement de terrain, quatre bâtiments de la rue se sont effondrés[réf. nécessaire].